# Sinding (Silkeborg)
Sinding is een plaats in de Deense regio Midden-Jutland, gemeente Silkeborg. De plaats telt 290 inwoners (2008).
Sinding valt onder de gelijknamige parochie.